# Список концертів та турів Тхейон
Південнокорейська співачка Тхейон провела численні концертні тури, три з яких пройшли в кількох країн Азії. Концерт Butterfly Kiss (укр. Поцілунок метелика) зробив її першою корейською артисткою, яка вирушила в повномасштабний концерт, залишаючись учасницею активного жіночого гурту. Тхейон стала першою південнокорейською солісткою, яка провела концерт на AsiaWorld Expo Arena в Гонконзі та влаштувала послідовні виступи в Таїланді.

## Перший азійський тур: Taeyeon Solo Concert «Persona»
Persona — перший азійський концертний тур Тхейон. Перше шоу пройшло 12 травня 2017 року в Олімпійській залі в Сеулі, Південна Корея.
Список композицій
1. «U R»
2. «날개 (Feel So Fine)»
3. «I»
4. «Make Me Love You»
5. «Fire»
6. «I Got Love»
7. «I'm OK»
8. «Eraser»
9. «Sweet Love»
10. «쌍둥이자리 (Gemini)» + «Lonely Night»
11. «희재 (HeeJae)»[4]
12. «수채화 (Love in Color)»
13. «Rain»
14. «I Blame On You»
15. «Cover Up»
16. «Hands On Me»
17. «스트레스 (Stress)»
18. «When I Was Young»
19. «비밀 (Secret)»
20. «11:11»
21. «Why»

На біс
1. «Fine»
2. «Time Lapse»
3. «Curtain Call»

| Дата           | Місто        | Країна         | Місце                  | Відвідувачів |
| -------------- | ------------ | -------------- | ---------------------- | ------------ |
| May 12, 2017   | Сеул         | Південна Корея | Олімпійська зала       | 9000         |
| 13 тваня 2017  | Сеул         | Південна Корея | Олімпійська зала       | 9000         |
| 14 травня 2017 | Сеул         | Південна Корея | Олімпійська зала       | 9000         |
| 19 травня 2017 | Новий Тайбей | Тайвань        | Xinzhuang Gymnasium    | 15 000       |
| 20 травня 2017 | Новий Тайбей | Тайвань        | Xinzhuang Gymnasium    | 15 000       |
| 21 травня 2017 | Новий Тайбей | Тайвань        | Xinzhuang Gymnasium    | 15 000       |
| 28 травня 2017 | Бангкок      | Таїланд        | Thunder Dome           | 5000         |
| 10 червня 2017 | Гонконг      | Гонконг        | AsiaWorld–Expo Hall 10 | 10 000       |
| 11 червня 2017 | Гонконг      | Гонконг        | AsiaWorld–Expo Hall 10 | 10 000       |
| Загалом        | Загалом      | Загалом        | Загалом                | 39 000       |

## Другий азійський тур: 's… Taeyeon Concert
's… Taeyeon Concert — другий азійський концертний тур Тхейон, організований SM Entertainment і Dream Maker Entertainment Limited.
Список композицій
1. «Here I Am»
2. «I Got Love»
3. «Fire»
4. «Love You Like Crazy»
5. «Something New»
6. «Do You Love Me?»
7. «Rain»
8. «저녁의 이유 (All Night Long)»
9. «바람 바람 바람 (Baram X 3)»
10. «Stay»
11. «Holiday»
12. «Cover Up»
13. «All Night»
14. «Fashion»
15. «Why»
16. «너의 생일 (One Day)»
17. «쌍둥이자리 (Gemini)»
18. «비밀 (Secret)»
19. «Gravity»
20. «Fine»
21. «날개 (Feel So Fine)»

На біс
1. «Time Lapse»
2. «Circus»
3. «I»

Подвійний біс (лише 21 день)
1. «11:11»

1. «Here I Am»
2. «I Got Love»
3. «Fire»
4. «Love You Like Crazy»
5. «Something New»
6. «11:11»
7. «Blue»
8. «Rain»
9. «사계 (Four Seasons)»
10. «저녁의 이유 (All Night Long)»
11. «바람 바람 바람 (Baram X 3)»
12. «스트레스 (Stress)»
13. «Cover Up»
14. «Why»
15. «너의 생일 (One Day)»
16. «비밀 (Secret)»
17. «Circus»
18. «Gravity»
19. «Fine»
20. «날개 (Feel So Fine)»

На біс
1. «Time Lapse»
2. «I»
3. «Curtain Call»

Подвійний біс
1. «Hands On Me»23 числа (перший день) / «U R»24 число (другий день)

| Дата              | Місто    | Країна         | Місце                 | Відвідувачів |
| ----------------- | -------- | -------------- | --------------------- | ------------ |
| 20 жовтня 2018    | Сеул     | Південна Корея | Арена Чамсіль         | 10 000       |
| 21 жовтня 2018    | Сеул     | Південна Корея | Арена Чамсіль         | 10 000       |
| 17 листопада 2018 | Гонконг  | Гонконг        | AsiaWorld–Arena       | —            |
| 1 грудня 2018     | Бангкок  | Таїланд        | Thunder Dome          | 9500         |
| 2 грудня 2018     | Бангкок  | Таїланд        | Thunder Dome          | 9500         |
| 14 грудня 2018    | Маніла   | Філіппіни      | New Frontier Theater  | —            |
| 12 січня 2019     | Сінгапур | Сінгапур       | Singapore Expo Hall 1 | —            |
| 's…one (Encore)   |          |                |                       |              |
| 23 березня 2019   | Сеул     | Південна Корея | Арена Чамсіль         | 11 000       |
| 24 березня 2019   | Сеул     | Південна Корея | Арена Чамсіль         | 11 000       |

## Taeyeon Japan Tour 2019 ~Signal~
Taeyeon Japan Tour 2019 ~Signal~ — перший японський концертний тур Тхейон, розпочався 13 квітня 2019 року у Fukuoka Sunpalace.
Список композицій
1. «Make Me Love You» (корейська)
2. «Stay» (японська)
3. «HORIZON» (японська)
4. «바람 바람 바람 (Baram X 3)» (корейська)
5. «I'm OK» (корейська)
6. «I Got Love» (корейська)
7. «TURNT AND BURNT» (японська)
8. «VOICE» (японська)
9. «Rescue Me» (японська)
10. «Sweet Love» (корейська)
11. «I'm The Greatest» (японська)
12. «Something New» (корейська)
13. «Vanilla» (японська)
14. «I Found You» (японська)
15. «사계 (Four Seasons)» (корейська)
16. «Rain» (корейська)
17. 너의 생일 (One Day) (корейська)
18. «11:11» (корейська)
19. «SIGNAL» (японська)

На біс
1. «Curtain Call» (корейська)
2. «I» (японська)

| Дата           | Місто   | Країна | Місце                                 |
| -------------- | ------- | ------ | ------------------------------------- |
| 13 квітня 2019 | Фукуока | Японія | Fukuoka Sunpalace                     |
| 22 квітня 2019 | Осака   | Японія | Osaka International Convention Center |
| 23 квітня 2019 | Осака   | Японія | Osaka International Convention Center |
| 27 квітня 2019 | Нагоя   | Японія | NTK Hall                              |
| 9 травня 2019  | Токіо   | Японія | NHK Hall                              |
| 10 травня 2019 | Токіо   | Японія | NHK Hall                              |
| 31 травня 2019 | Токіо   | Японія | Токійський міжнародний форум          |

## Третій азійський тур: Taeyeon Concert— The Unseen
Taeyeon Concert — The Unseen — третій азійський тур Тхейон. Перше шоу пройшло 17 січня 2020 року на Олімпійській гандбольній залі в Сеулі, Південна Корея.
Список композицій
1. «Find Me»
2. «날개 (Feel So Fine)»
3. «Circus»
4. «Something New»
5. «Night»
6. «City Love»
7. «I Do»
8. «사계 (Four Seasons)»
9. «하하하 (LOL)»
10. «I Got Love»
11. «Love You Like Crazy»
12. «Better Babe
13. «불티 (Spark)»
14. «Here I Am»
15. «숨겨진 세상 (Into the Unknown)»
16. «Wine»
17. «Time Lapse»
18. «I»
19. «Gravity»

На біс
1. «Why
2. 바람 바람 바람 (Baram X 3) (VCR)»
3. «스트레스 (Stress)»
4. «Hands on Me»
5. «내게 들려주고 싶은 말 (Dear Me)»

Подвійний біс (19일 한정)
1. «11:11»

| Дата          | Місто | Країна         | Місце                         | Відвідувачів |
| ------------- | ----- | -------------- | ----------------------------- | ------------ |
| 17 січня 2020 | Сеул  | Південна Корея | SK Olympic Handball Gymnasium | 15 000       |
| 18 січня 2020 | Сеул  | Південна Корея | SK Olympic Handball Gymnasium | 15 000       |
| 19 січня 2020 | Сеул  | Південна Корея | SK Olympic Handball Gymnasium | 15 000       |

| \| Дата \| Місто \| Країна \| Місце \| Причина \| \| -------------- \| ------------ \| -------- \| ---------------------------- \| --------------------------------- \| \| 1 лютого 2020 \| Сінгапур \| Сінгапур \| Singapore Indoor Stadium[15] \| Скасовано через пандемію COVID-19 \| \| 22 лютого 2020 \| Бангкок \| Таїланд \| Thunder Dome[16] \| Скасовано через пандемію COVID-19 \| \| 23 лютого 2020 \| Бангкок \| Таїланд \| Thunder Dome[16] \| Скасовано через пандемію COVID-19 \| \| 6 березня 2020 \| Новий Тайбей \| Тайвань \| Xinzhuang Gymnasium[17] \| Скасовано через пандемію COVID-19 \| \| 7 березня 2020 \| Новий Тайбей \| Тайвань \| Xinzhuang Gymnasium[17] \| Скасовано через пандемію COVID-19 \| \| 8 березня 2020 \| Новий Тайбей \| Тайвань \| Xinzhuang Gymnasium[17] \| Скасовано через пандемію COVID-19 \| |              |          |                          |                                   |
| Дата | Місто        | Країна   | Місце                    | Причина                           |
| 1 лютого 2020 | Сінгапур     | Сінгапур | Singapore Indoor Stadium | Скасовано через пандемію COVID-19 |
| 22 лютого 2020 | Бангкок      | Таїланд  | Thunder Dome             | Скасовано через пандемію COVID-19 |
| 23 лютого 2020 | Бангкок      | Таїланд  | Thunder Dome             | Скасовано через пандемію COVID-19 |
| 6 березня 2020 | Новий Тайбей | Тайвань  | Xinzhuang Gymnasium      | Скасовано через пандемію COVID-19 |
| 7 березня 2020 | Новий Тайбей | Тайвань  | Xinzhuang Gymnasium      | Скасовано через пандемію COVID-19 |
| 8 березня 2020 | Новий Тайбей | Тайвань  | Xinzhuang Gymnasium      | Скасовано через пандемію COVID-19 |

## Taeyeon Japan Tour 2020
| \| Дата \| Місто \| Країна \| Місце \| Причина \| \| -------------- \| -------- \| ---------- \| ------------------------------- \| ------------------------------------- \| \| 24 квітня 2020 \| Фукуока \| Японія[18] \| Fukuoka Sunpalace \| Скасовано через пандемію COVID-19[19] \| \| 25 квітня 2020 \| Фукуока \| Японія[18] \| Fukuoka Sunpalace \| Скасовано через пандемію COVID-19[19] \| \| 2 травня 2020 \| Хіросіма \| Японія[18] \| Hiroshima Bunka Gakuen HBG Hall \| Скасовано через пандемію COVID-19[19] \| \| 4 травня 2020 \| Осака \| Японія[18] \| Grand Cube Osaka \| Скасовано через пандемію COVID-19[19] \| \| 6 травня 2020 \| Йокогама \| Японія[18] \| Pacifico Yokohama \| Скасовано через пандемію COVID-19[19] \| \| 16 травня 2020 \| Нагоя \| Японія[18] \| Nagoya Congress Center \| Скасовано через пандемію COVID-19[19] \| \| 17 травня 2020 \| Нагоя \| Японія[18] \| Nagoya Congress Center \| Скасовано через пандемію COVID-19[19] \| \| 24 травня 2020 \| Йокогама \| Японія[18] \| Pacifico Yokohama \| Скасовано через пандемію COVID-19[19] \| \| 5 червня 2020 \| Хіого \| Японія[18] \| Kobe Kokusai Hall \| Скасовано через пандемію COVID-19[19] \| \| 7 червня 2020 \| Сайтама \| Японія[18] \| Omiya Sonic City Large Hall \| Скасовано через пандемію COVID-19[19] \| \| 14 червня 2020 \| Хоккайдо \| Японія[18] \| Sapporo Cultural Arts Theater \| Скасовано через пандемію COVID-19[19] \| |          |        |                                 |                                   |
| Дата | Місто    | Країна | Місце                           | Причина                           |
| 24 квітня 2020 | Фукуока  | Японія | Fukuoka Sunpalace               | Скасовано через пандемію COVID-19 |
| 25 квітня 2020 | Фукуока  | Японія | Fukuoka Sunpalace               | Скасовано через пандемію COVID-19 |
| 2 травня 2020 | Хіросіма | Японія | Hiroshima Bunka Gakuen HBG Hall | Скасовано через пандемію COVID-19 |
| 4 травня 2020 | Осака    | Японія | Grand Cube Osaka                | Скасовано через пандемію COVID-19 |
| 6 травня 2020 | Йокогама | Японія | Pacifico Yokohama               | Скасовано через пандемію COVID-19 |
| 16 травня 2020 | Нагоя    | Японія | Nagoya Congress Center          | Скасовано через пандемію COVID-19 |
| 17 травня 2020 | Нагоя    | Японія | Nagoya Congress Center          | Скасовано через пандемію COVID-19 |
| 24 травня 2020 | Йокогама | Японія | Pacifico Yokohama               | Скасовано через пандемію COVID-19 |
| 5 червня 2020 | Хіого    | Японія | Kobe Kokusai Hall               | Скасовано через пандемію COVID-19 |
| 7 червня 2020 | Сайтама  | Японія | Omiya Sonic City Large Hall     | Скасовано через пандемію COVID-19 |
| 14 червня 2020 | Хоккайдо | Японія | Sapporo Cultural Arts Theater   | Скасовано через пандемію COVID-19 |

## Концерти

### Taeyeon's Very Special Day
Taeyeon's Very Special Day (кор. 태연의 아주 특별한 하루, латиніз. Taeyeoneui aju tukbyeolhan haru) — перша серія концертів Тхейон, яка пройшла з 23 жовтня по 1 листопада 2015 року.
1. «I»
2. «Farewell»
3. «Set Me Free»
4. «Only One»
5. «Missing You Like Crazy»
6. «Can You Hear Me»
7. «Holler» (кавер Girls' Generation-TTS)
8. «Eyes» (кавер Girls' Generation-TTS)
9. «Twinkle» (кавер Girls' Generation-TTS)
10. «Stress»
11. «End of a Day»
12. «I Love You» / «Love Me like You Do» (кавер Еллі Голдінг) / «Chandelier» (кавер Sia) / «I'm in Love» (кавер Narsha)
13. «Merry-Go-Round» / «Lion Heart» (кавер Girls' Generation)
14. «Lion Heart» / «Top Secret (Shake the Tree)» (кавер Girls' Generation)
15. «Dancing Queen» / «Goodbye» (кавер Girls' Generation)

На біс
1. «U R»
2. «Gemini»

| Дата             | Місто | Країна         | Місце          | Відвідувачів |
| ---------------- | ----- | -------------- | -------------- | ------------ |
| 23 жовтня 2015   | Сеул  | Південна Корея | SMTOWN Theatre | 5600         |
| 24 жовтня 2015   | Сеул  | Південна Корея | SMTOWN Theatre | 5600         |
| 25 жовтня 2016   | Сеул  | Південна Корея | SMTOWN Theatre | 5600         |
| 29 жовтня 2015   | Сеул  | Південна Корея | SMTOWN Theatre | 5600         |
| 30 жовтня 2015   | Сеул  | Південна Корея | SMTOWN Theatre | 5600         |
| 31 жовтня 2015   | Сеул  | Південна Корея | SMTOWN Theatre | 5600         |
| 1 листопада 2015 | Сеул  | Південна Корея | SMTOWN Theatre | 5600         |

### Butterfly Kiss
Butterfly Kiss — перший хедлайнерський концерт Тхейон, який пройшов в Олімпійській залі Сеулу з 9 по 10 липня 2016 року, а пізніше в KBS Busan Hall з 6 по 7 серпня.
1. "Up & Down"
2. "Good Thing"
3. "Fashion"
4. "Night"
5. "Rain"
6. "Gemini"
7. "Farewell"
8. "If"
9. "Can You Hear Me"
10. "I Love You"
11. "Time Spent Walking Through Memories" (кавер Nell)
12. "The Blue Night of Jeju Island"
13. "Atlantis Princess" (кавер БоА)
14. "Why"
15. "Hands on Me"
16. "Starlight"
17. "Secret"
18. "Pray"
19. "I"

На біс
1. "Stress"
2. "Twinkle"(кавер Girls' Generation-TTS)
3. "Gee" (кавер Girls' Generation)
4. "U R"

| Дата          | Місто | Країна         | Місце            | Відвідувачів |
| ------------- | ----- | -------------- | ---------------- | ------------ |
| 9 липня 2016  | Сеул  | Південна Корея | Олімпійська зала | 6000         |
| 10 липня 2016 | Сеул  | Південна Корея | Олімпійська зала | 6000         |
| 6 серпня 2016 | Пусан | Південна Корея | KBS Busan Hall   | 5694         |
| 7 серпня 2016 | Пусан | Південна Корея | KBS Busan Hall   | 5694         |

### Taeyeon Special Live 'The Magic of Christmas Time'
1. «The Magic of Christmas Time»
2. «Christmas Without You»
3. «11:11»
4. «Eraser»
5. «Night»
6. «Shhh»
7. «Rain»
8. «Gemini»
9. «Let It Snow»
10. «Up & Down»
11. «Good Thing»
12. «Hands on Me»
13. «Cover Up»
14. «Why»
15. «Winter Story» (кавер Girls' Generation-TTS)
16. «Have Yourself A Merry Little Christmas»
17. «Grown Up Christmas List» (кавер Емі Грант)
18. «A Holly Jolly Christmas» (кавер Берла Айвза)
19. «I'm All Ears»

На біс
1. «Dear Santa»(кавер Girls' Generation-TTS)
2. «Candy Cane»
3. «This Christmas»
4. «Curtain Call»

1. На останньому концерті учасниця Girls' Generation Сохьон виступила спеціальним гостем і виконала «Winter Story» та «Merry Christmas» разом з Тхейон.

| Дата           | Місто | Країна         | Місце                                   | Відвідувачів |
| -------------- | ----- | -------------- | --------------------------------------- | ------------ |
| 22 грудня 2017 | Сеул  | Південна Корея | Університет Кьонхі — Великий палац миру | 13 500       |
| 23 грудня 2017 | Сеул  | Південна Корея | Університет Кьонхі — Великий палац миру | 13 500       |
| 24 грудня 2017 | Сеул  | Південна Корея | Університет Кьонхі — Великий палац миру | 13 500       |

## Шоукейси

### Taeyeon —Japan Show Case Tour 2018—
1. «I»
2. «Up & Down»
3. «Eraser»
4. «Night»
5. «I Got Love»
6. «Stay»
7. «Secret»
8. «U R»
9. «Rescue Me»
10. «Indestructible» (кавер Girls' Generation)
11. «Time Lapse»
12. «Hands on Me»
13. «11:11»
14. «Why»

На біс
1. «I'm the Greatest»
2. «Fine»

| Дата           | Місто   | Країна | Місце             |
| -------------- | ------- | ------ | ----------------- |
| 15 червня 2018 | Фукуока | Японія | Fukuoka Sunpalace |
| 19 червня 2018 | Нагоя   | Японія | Century Hall      |
| 20 червня 2018 | Токіо   | Японія | NHK Hall          |
| 29 червня 2018 | Осака   | Японія | Orix Theater      |

## Спільні гастролі та концерти
| Дата               | Місто        | Країна                     | Подія                                               | Місце                                                | Прим.                       |
| ------------------ | ------------ | -------------------------- | --------------------------------------------------- | ---------------------------------------------------- | --------------------------- |
| 16 жовтня 2015     | Сеул         | Південна Корея             | KBS Music Bank – 2015 Incheon SKY Festival Special  | Міжнародний аеропорт Інчхон                          | [ 27 ]                      |
| 25 березня 2016    | Абу-Дабі     | Об'єднані Арабські Емірати | KCON 2016 Abu Dhabi                                 | Du Arena                                             | [ 28 ]                      |
| 17—18 липня 2016   | Осака        | Японія                     | SM Town Live World Tour V in Osaka                  | Kyocera Dome Osaka                                   | [ 29 ]                      |
| 13—14 августа 2016 | Токіо        | Японія                     | SM Town Live World Tour V in Tokyo                  | Токіо Доум                                           | [ 30 ]                      |
| 8 липня 2017       | Сеул         | Південна Корея             | SM Town Live World Tour VI in Seoul                 | Seoul World Cup Stadium                              | [ 31 ]                      |
| 15—16 липня 2017   | Осака        | Японія                     | SM Town Live World Tour VI in Osaka                 | Kyocera Dome Osaka                                   | [ 32 ]                      |
| 27—28 липня 2017   | Токіо        | Японія                     | SM Town Live World Tour VI in Tokyo                 | Токіо Доум                                           | [ 33 ]                      |
| 17 серпня 2017     | Джакарта     | Індонезія                  | Азійські ігри 2018                                  | Національний монумент (Індонезія)                    | [ 34 ]                      |
| 15 вересня 2017    | Ванкувер     | Канада                     | Музичний фестиваль «Альбатрос»                      | Hastings Racecourse                                  | [ 35 ]                      |
| 24 вересня 2017    | Пусан        | Південна Корея             | Фестиваль азійської пісні                           | Busan Asiad Main Stadium                             | [ 36 ] [ 37 ]               |
| 13 січня 2018      | Куала-Лумпур | Малайзія                   | K-Wave 2 Music Festival 2018                        | Stadium Merdeka                                      | [ 38 ]                      |
| 6 квітня 2018      | Дубай        | Об'єднані Арабські Емірати | SM Town Live World Tour VI у Дубаї                  | Autism Rocks Arena                                   | [ 39 ]                      |
| 21—22 квітня 2018  | Тайбей       | Тайвань                    | 2018 Best of Best Concert in Taipei                 | Nangang Exhibition Hall                              | [ 40 ] [ 41 ] [ 42 ] [ 43 ] |
| 19 травня 2018     | Тіба         | Японія                     | Rakuten GirlsAward 2018 Spring-Summer               | Makuhari Messe                                       | [ 44 ]                      |
| 20 травня 2018     | Гонконг      | Гонконг                    | Wonder K Concert                                    | Hall 5BC, Hong Kong Convention and Exhibition Centre | [ 45 ] [ 46 ]               |
| 28—30 липня 2018   | Осака        | Японія                     | SM Town Live 2018 In Osaka                          | Kyocera Dome Osaka                                   | [ 47 ]                      |
| 9 вересня 2018     | Каллан       | Сінгапур                   | 2018 HallyuPopFest                                  | Singapore Indoor Stadium                             | [ 48 ] [ 49 ]               |
| 19 травня 2019     | Тайбей       | Тайвань                    | K-Pop Entertaining Music Festival                   | Nangang Exhibition Hall                              | [ 50 ]                      |
| 25 травня 2019     | Сеул         | Південна Корея             | POSCO Concert: Mood_Full                            | POSCO Center                                         | [ 51 ] [ 52 ]               |
| 6 липня 2019       | Гонконг      | Гонконг                    | SBS Super Concert in Hong Kong                      | AsiaWorld-Expo                                       | [ 53 ] [ 54 ]               |
| 28 липня 2018      | Сеул         | Південна Корея             | Beanpole 30th Anniversary Concert "Now 30"          | Арена Чамсіль                                        | [ 55 ]                      |
| 3 серпня 2019      | Токіо        | Японія                     | SM Town Live 2019 In Tokyo                          | Токіо Доум                                           | [ 56 ]                      |
| 19 жовтня 2019     | Бангкок      | Таїланд                    | 2019 Best of Best Concert in Bangkok                | Thunder Dome                                         | [ 57 ] [ 58 ]               |
| 1 січня 2021       | Сеул         | Південна Корея             | SM Town Live Culture Humanity                       | Живий онлайн-концерт                                 | [ 59 ]                      |
| 30 травня 2021     | Сеул         | Південна Корея             | 3rd Shiny Art Festival                              | Онлайн-концерт                                       | [ 60 ] [ 61 ]               |
| 1 січня 2022       | Сеул         | Південна Корея             | SM Town Live 2022: SMCU Express at Kwangya          | Живий онлайн-концерт                                 | [ 62 ]                      |
| 20 серпня 2022     | Сувон        | Південна Корея             | SM Town Live 2022: SMCU Express at Human City Suwon | Suwon World Cup Stadium                              | [ 63 ]                      |
| 27—29 серпня 2022  | Токіо        | Японія                     | SM Town Live 2022: SMCU Express у Токіо             | Токіо Доум                                           | [ 64 ]                      |
| 1 жовтня 2022      | Бангкок      | Таїланд                    | 2022 Best of Best Concert in Bangkok                | IMPACT Arena                                         | [ 65 ]                      |
| 18 лютого 2023     | Париж        | Франція                    | MIK Festival 2023 Paris                             | Аккор-Арена                                          | [ 66 ]                      |
| 11 квітня 2023     | Маніла       | Філіппіни                  | The Ultimate Pop Universe: K-VERSE Concert          | Araneta Coliseum                                     | [ 67 ]                      |
| 21—22 лютого 2024  | Токіо        | Японія                     | SM Town Live 2024: SMCU Palace in Tokyo             | Токіо Доум                                           | [ 68 ]                      |
| May 12, 2024       | Тіба         | Японія                     | KCON Japan 2024                                     | Zozo Marine Stadium                                  | [ 69 ]                      |
| May 18, 2024       | Нонтхабурі   | Таїланд                    | IKONYX CONCERT                                      | Thunderdome Stadium                                  | [ 70 ]                      |
| 31 серпня 2024     | Гаосюн       | Тайвань                    | ECO L!VE CONCERT                                    | Kaohsiung Arena                                      | [ 71 ]                      |